# Illviðrishnjúkur (bergstopp i Island)
Illviðrishnjúkur är en bergstopp i republiken Island. Den ligger i regionen Norðurland vestra, 190 km nordost om huvudstaden Reykjavík. Toppen på Illviðrishnjúkur är 968 meter över havet, eller 608 meter över den omgivande terrängen. Bredden vid basen är 6,1 km.
Trakten runt Illviðrishnjúkur är nära nog obefolkad, med mindre än två invånare per kvadratkilometer. Närmaste större samhälle är Sauðárkrókur, omkring 18 kilometer öster om Illviðrishnjúkur. Trakten runt Illviðrishnjúkur består i huvudsak av gräsmarker.